# 本田俊介
本田 俊介（ほんだ しゅんすけ、1978年3月11日 - ）はNHKのアナウンサー。

## 人物
福島県相馬郡新地町出身。福島県立相馬高等学校を経て、福島大学を卒業後、2000年に入局。
高校在学中には、放送部に所属し部長を務めていた。
趣味はクラシック音楽鑑賞、カラオケ、ドライブ、牧場巡り、サラブレッドの研究など。
好きな食べ物は桃。

## 過去の担当番組
青森放送局時代（1度目）
- あっぷるワイド（キャスター）
- 青森県のニュース・中継・リポート

長野放送局時代
- ひるとくテレビプラザN
- 長野県のニュース

ラジオセンター時代
- NHKジャーナル（番組構成・リポート）[3]
- ラジオニュース（不定期）

福島放送局時代
- はまなかあいづToday（2014年4月 - 2015年3月）メインキャスター（隔週）
- 福島県のニュース
- 福島から2時間出しているラジオ～福島の若者がニッポンを変える！大プレゼン大会！～（2018年1月8日）

青森放送局時代（2度目）
- あっぷるワイド（不定期・高市佳明のキャスター代行など）
- 青森県のニュース・中継・リポート

## 同期のアナウンサー
- 安部みちこ
- 池田耕一郎
- 糸井羊司
- 稲塚貴一
- 大石真弘（退職）
- 小山径
- 近藤泰郎
- 斉藤孝信
- 柴田拓
- 髙橋康輔
- 田中洋行
- 千野秀和
- 塚原愛
- 平野哲史
- 別井敬之
- 星野圭介
- 望月啓太
- 横井健吉